# Reziuan Mirzov
Bản mẫu:Eastern Slavic name
Reziuan Mukhamedovich Mirzov (tiếng Nga: Резиуан Мухамедович Мирзов; sinh ngày 22 tháng 6 năm 1993) là một cầu thủ bóng đá người Nga. Anh chơi ở vị trí tiền vệ chạy cánh trái cho F.K. Rostov.

## Đời sống cá nhân
Anh sinh ra ở Baksan (Russia).

## Sự nghiệp câu lạc bộ
Anh có màn ra mắt tại Giải bóng đá Quốc gia Nga cho P.F.K. Spartak Nalchik vào ngày 22 tháng 8 năm 2012 trong trận đấu với FC SKA-Energiya Khabarovsk.
Anh ghi bàn thắng ở những phút cuối giúp F.K. Tosno giành chức vô địch Cúp bóng đá Nga 2017–18 với tỉ số 2–1 trước FC Avangard Kursk vào ngày 9 tháng 5 năm 2018 tại Volgograd Arena.

## Danh hiệu

### Câu lạc bộ
Tosno
- Cúp quốc gia Nga: 2017–18

## Thống kê sự nghiệp
Tính đến 13 tháng 5 năm 2018
| Câu lạc bộ          | Mùa giải            | Giải vô địch                | Giải vô địch | Giải vô địch | Cúp     | Cúp       | Châu lục | Châu lục  | Tổng cộng | Tổng cộng |
| Câu lạc bộ          | Mùa giải            | Hạng đấu                    | Số trận      | Bàn thắng    | Số trận | Bàn thắng | Số trận  | Bàn thắng | Số trận   | Bàn thắng |
| ------------------- | ------------------- | --------------------------- | ------------ | ------------ | ------- | --------- | -------- | --------- | --------- | --------- |
| Spartak Nalchik     | 2011–12             | Giải bóng đá ngoại hạng Nga | 0            | 0            | 0       | 0         | –        | –         | 0         | 0         |
| Spartak Nalchik     | 2012–13             | FNL                         | 1            | 0            | 0       | 0         | –        | –         | 1         | 0         |
| Spartak Nalchik     | Tổng cộng           | Tổng cộng                   | 1            | 0            | 0       | 0         | 0        | 0         | 1         | 0         |
| Spartak Kostroma    | 2012–13             | PFL                         | 7            | 0            | –       | –         | –        | –         | 7         | 0         |
| Ryazan              | 2013–14             | PFL                         | 16           | 2            | 6       | 2         | –        | –         | 22        | 4         |
| Torpedo Moskva      | 2013–14             | FNL                         | 6            | 1            | –       | –         | –        | –         | 6         | 1         |
| Torpedo Moskva      | 2014–15             | Giải bóng đá ngoại hạng Nga | 26           | 1            | 1       | 0         | –        | –         | 27        | 1         |
| Torpedo Moskva      | Tổng cộng           | Tổng cộng                   | 32           | 2            | 1       | 0         | 0        | 0         | 33        | 2         |
| Akhmat Grozny       | 2015–16             | Giải bóng đá ngoại hạng Nga | 5            | 0            | 0       | 0         | –        | –         | 5         | 0         |
| Akhmat Grozny       | 2016–17             | Giải bóng đá ngoại hạng Nga | 8            | 0            | 0       | 0         | –        | –         | 8         | 0         |
| Akhmat Grozny       | 2017–18             | Giải bóng đá ngoại hạng Nga | 0            | 0            | –       | –         | –        | –         | 0         | 0         |
| Akhmat Grozny       | Tổng cộng           | Tổng cộng                   | 13           | 0            | 0       | 0         | 0        | 0         | 13        | 0         |
| Tosno               | 2017–18             | Giải bóng đá ngoại hạng Nga | 20           | 2            | 5       | 1         | –        | –         | 25        | 3         |
| Tổng cộng sự nghiệp | Tổng cộng sự nghiệp | Tổng cộng sự nghiệp         | 89           | 6            | 12      | 3         | 0        | 0         | 101       | 9         |